# چک خاصه
چک خاصه (به انگلیسی: Chak Khasa) یک روستا در پاکستان است که در ناحیه جهلم واقع شده‌است.